# Öjesjön, Västmanland
Öjesjön är en sjö i Sala kommun i Västmanland och ingår i Norrströms huvudavrinningsområde. Sjön är 11 meter djup, har en yta på 0,472 kvadratkilometer och befinner sig 100 meter över havet. Sjön avvattnas av vattendraget Gnällbäcken. Vid provfiske har bland annat abborre, gers, gädda och mört fångats i sjön. Sjön ligger inom området för den stora skogsbranden i Västmanland 2014.

## Delavrinningsområde
Öjesjön ingår i det delavrinningsområde (663736-152439) som SMHI kallar för Mynnar i Fläcksjön. Medelhöjden är 85 meter över havet och ytan är 44,35 kvadratkilometer. Det finns inga avrinningsområden uppströms utan avrinningsområdet är högsta punkten. Gnällbäcken som avvattnar avrinningsområdet har biflödesordning 3, vilket innebär att vattnet flödar genom totalt 3 vattendrag innan det når havet efter 160 kilometer. Avrinningsområdet består mestadels av skog (74 procent). Avrinningsområdet har 1,51 kvadratkilometer vattenytor vilket ger det en sjöprocent på 3,4 procent.

## Skogsbranden i Västmanland 2014
Skogsbranden i Västmanland 2014 uppstod omkring klockan halv två på eftermiddagen, torsdagen den 31 juli 2014, vid markberedning på ett kalhygge sydväst om Öjesjön, ungefär mitt emellan Öjesjön och Seglingsberg, omedelbart norr om Fermansbo urskog. Den spred sig därefter med vind från sydväst första dagen fram till eller nära Öjesjön.

## Fisk
Vid provfiske har följande fisk fångats i sjön:
- Abborre
- Gärs
- Gädda
- Mört
- Ruda
- Sarv
- Siklöja
- Sutare